# Chiesa di San Cassiano in Padule
La chiesa di San Cassiano in Padule si trova nel comune di Vicchio.

## Storia
Questo edificio religioso fu ricostruito sui resti della chiesa distrutta dal terremoto del 1919, dedicata a San Cassiano, della quale rimasero solo l'abside e la cripta.
La sacrestia della chiesa conserva un affresco della Scuola di Giotto. Il nome Padule fa intuire che la zona su cui sorgeva la chiesa fosse paludosa: un'altra chiesa  situata vicino al fiume Muccione, fu abbandonata perché il terreno cedeva alle frane. Da notizie del secolo XI risulta che quest'ultima chiesa pagava un tributo al vescovo di Firenze e che di essa erano patroni i Pazzi.
La pieve di Vicchio, prima di divenire Pieve di San Giovanni Battista, fu alle dipendenze della chiesa di San Cassiano in Padule.